# Carlos María Domínguez
Carlos María Domínguez O.A.R. (San Martin, 23 de dezembro de 1965), sacerdote católico argentino, bispo auxiliar de San Juan de Cuyo em 2019–2023, bispo diocesano de San Rafael desde 2023.
Foi ordenado sacerdote em 13 de março de 1993 na Ordem dos Agostinianos Recoletos. Ele foi, entre outros, diretor de um dos colégios religiosos, vigário e superior de uma província argentina e provincial na Espanha (província de Santo Tomás de Villanueva).
Em 22 de abril de 2019, o Papa Francisco nomeou-o bispo auxiliar da diocese de San Juan de Cuyo e bispo titular de Vita. Foi consagrado em 29 de junho de 2019 pelo Arcebispo Jorge Eduardo Lozano.
Em 11 de fevereiro de 2023, o Papa Francisco o transferiu para o cargo de bispo diocesano de San Rafael.
Teve sua renúncia aceita pelo Papa Francisco em 13 de fevereiro de 2025.